# Um Milionário em Lisboa (livro)
Um Milionário em Lisboa é o título do segundo romance de uma série de dois sobre Calouste Gulbenkian, do jornalista e escritor português José Rodrigues dos Santos, lançado em 2013 pela Gradiva.

## Enredo
Baseado em acontecimentos verídicos, Um Milionário em Lisboa conclui a espantosa história iniciada em O Homem de Constantinopla e transporta-nos no percurso da vida do arménio que mudou o mundo. Kaloust Sarkisian completa a arquitectura do negócio mundial do petróleo e torna-se o homem mais rico do século. Dividido entre Paris e Londres, cidades em cujas suítes dos hotéis Ritz mantém em permanência uma beldade núbil, dedica-se à arte e torna-se o maior coleccionador do seu tempo. Mas o destino interveio. O horror da matança dos Arménios na Primeira Guerra Mundial e a hecatombe da Segunda Guerra Mundial levam o milionário arménio a procurar um novo sítio para viver. Após semanas a agonizar sobre a escolha que teria de fazer, é o filho quem lhe apresenta a solução: Lisboa. O homem mais rico do planeta decide viver no bucólico Portugal. O país agita-se, Salazar questiona-se, o mundo do petróleo espanta-se. E a polícia portuguesa prende-o